# Mathias Gullia
Mathias Gullia, eigentlich Mathias Guglia (* 20. Jänner 1815 in Perdu, Pfarre Jelschane, heute zu Ilirska Bistrica; † 2. September 1866 in Baden) war ein aus Istrien stammender Hofbeamter. Er wird als einer der letzten österreichischen „Hofzwerge“ bezeichnet.

## Leben
Gullias ungewöhnlich geringe Größe wird mit „2 Schuh 10 Zoll“ angegeben, sein Wachstum soll bis zum 5. Lebensjahr unauffällig gewesen sein. Nach zeitgenössischen Berichten sollen weder seine Eltern noch seine fünf Geschwister von Kleinwuchs betroffen gewesen sein. Er sprach illyrisch, italienisch, kroatisch und deutsch; in der Presse wurde er als guter Reiter, Jäger und Musiker beschrieben.
Ab etwa 1832 bereiste er, begleitet von seinen Eltern, Italien, Deutschland und Frankreich. In Paris begegnete er Étienne Geoffroy Saint-Hilaire.
In den 1840ern wurde er von Kaiser Ferdinand angestellt, bewohnte Laxenburg und wurde unter anderem als Tafeldecker eingesetzt. Er bezog eine lebenslange Pension. Zuletzt war er als Kassier des Josefsbads in Baden tätig.
Gullia starb am 2. September 1866 in Baden, das Sterbebuch vermerkte als Todesursache Brechdurchfall. Gelegentlich wird bis heute behauptet, dass er in Folge des Genusses von 24 Zwetschkenknödeln gestorben sei. Diese Information basiert wohl auf einer Falschmeldung in der Neuen Freien Presse, die sich jedoch schon wenige Tage nach seinem Tod selbst korrigierte und nunmehr „Brechruhr“ als Ursache angab.
Er soll 1836 Rosa Padovani geheiratet haben. 1856 heiratete er in Wien Maria Thaller, er soll bei seinem Tod vier Kinder hinterlassen haben, seine Tochter Pauline starb am gleichen Tag wie Gullia ebenfalls an Brechdurchfall. Eugen Guglia war sein Sohn, Otto Guglia sein Enkel.